# 圣心主教座堂 (惠灵顿)
圣心暨圣母玛利亚都主教座堂（Metropolitan Cathedral of the Sacred Heart and of Saint Mary His Mother），简称圣心主教座堂（Sacred Heart Cathedral），是天主教惠灵顿总教区的主教座堂，位于新西兰惠灵顿山街。

## 历史
该堂原名圣玛利亚主教座堂，建于1851年。1898年在重新粉刷时被烧毁。由于惠灵顿的天主教教徒当时主要集中于特阿罗和新城地区，因此决定在那一区兴建新的主教座堂，而在旧主教座堂处建造一座砖砌教堂。但是，建成的圣心圣殿（Basilica of the Sacred Heart）比这大得多。它奠基于1899年，两年后祝圣。用来建造圣心圣殿的钱取自于建造新主教座堂的基金。新主教座堂一直未能建造。1983年，枢机主教托马斯·威廉斯将圣心圣殿升格为主教座堂。次年，又被列为新西兰一类历史地点。

## 设计
圣心堂由建筑师Francis Petre设计，古典主义风格。一度它增建一对钟楼，1942年地震后拆除。